# Đorđi Abadžiev
Đorđi Abadžiev (7. listopada 1910. – 2. kolovoza 1963.), makedonski književnik i publicist. 
Studirao je pravo u Bugarskoj. Pisao je pripovijetke i romane, većinom iz makedonske prošlosti (Ilindenski ustanak, Narodnooslobodilačka borba).

## Stvaralaštvo
- „Trud i luđe“ (1936.)
- „Izgrev“ (zbirka pripovedaka, 1950.)
- „Epopejata na nožot“ (zbirka pripovedaka, 1951.)
- „Posledna sredba“ (zbirka pripovedaka, 1953.)
- „Aramisko gnezdo“ (Hajdučko gnezdo) (roman, 1954.)
- „Pustina“ (roman, 1961.)
- „Balkanskite vojni vo Makedonija“ (monografija, 1972.)